# Detroit Indy Grand Prix 2012
Il Detroit Indy Grand Prix 2012 è la sesta tappa della stagione 2012 della Indy Racing League. Si è disputata il 3 giugno 2012 su un circuito cittadino di Detroit e ha visto la vittoria di Scott Dixon.

## Gara
| Pos | #  | Pilota              | Team                             | Motore    | Giri | Tempo/Ritirato     | Griglia | Giri in testa | Punti |
| --- | -- | ------------------- | -------------------------------- | --------- | ---- | ------------------ | ------- | ------------- | ----- |
| 1   | 9  | Scott Dixon         | Chip Ganassi Racing              | Honda     | 60   | 1:27.39.5053       | 1       | 60            | 53    |
| 2   | 10 | Dario Franchitti    | Chip Ganassi Racing              | Honda     | 60   | + 1.9628           | 14      | 0             | 40    |
| 3   | 77 | Simon Pagenaud (R)  | Schmidt Hamilton Motorsports     | Honda     | 60   | + 2.4773           | 4       | 0             | 35    |
| 4   | 12 | Will Power          | Team Penske                      | Chevrolet | 60   | + 3.5435           | 2       | 0             | 32    |
| 5   | 22 | Oriol Servià        | Panther/Dreyer & Reinbold Racing | Chevrolet | 60   | + 9.6619           | 16      | 0             | 30    |
| 6   | 11 | Tony Kanaan         | KV Racing Technology             | Chevrolet | 60   | + 10.1676          | 18      | 0             | 28    |
| 7   | 28 | Ryan Hunter-Reay    | Andretti Autosport               | Chevrolet | 60   | + 10.6455          | 6       | 0             | 26    |
| 8   | 83 | Charlie Kimball     | Chip Ganassi Racing              | Honda     | 60   | + 11.1048          | 20      | 0             | 24    |
| 9   | 14 | Mike Conway         | A.J. Foyt Enterprises            | Honda     | 60   | + 11.5315          | 15      | 0             | 22    |
| 10  | 98 | Alex Tagliani       | Team Barracuda – BHA             | Honda     | 60   | + 12.5688          | 3       | 0             | 20    |
| 11  | 26 | Marco Andretti      | Andretti Autosport               | Chevrolet | 60   | + 24.5855          | 22      | 0             | 19    |
| 12  | 4  | J.R. Hildebrand     | Panther Racing                   | Chevrolet | 60   | + 25.0071          | 19      | 0             | 18    |
| 13  | 20 | Ed Carpenter        | Ed Carpenter Racing              | Chevrolet | 60   | + 26.6600          | 21      | 0             | 17    |
| 14  | 78 | Simona de Silvestro | HVM Racing                       | Lotus     | 60   | + 28.4369          | 25      | 0             | 16    |
| 15  | 67 | Josef Newgarden (R) | Sarah Fisher Hartman Racing      | Honda     | 59   | + 1 giro           | 12      | 0             | 15    |
| 16  | 2  | Ryan Briscoe        | Team Penske                      | Chevrolet | 59   | + 1 giro           | 7       | 0             | 14    |
| 17  | 3  | Hélio Castroneves   | Team Penske                      | Chevrolet | 59   | + 1 giro           | 8       | 0             | 13    |
| 18  | 5  | E.J. Viso           | KV Racing Technology             | Chevrolet | 59   | + 1 giro           | 5       | 0             | 12    |
| 19  | 38 | Graham Rahal        | Chip Ganassi Racing              | Honda     | 58   | + 2 giri           | 17      | 0             | 12    |
| 20  | 15 | Takuma Satō         | Rahal Letterman Lanigan Racing   | Honda     | 38   | Contatto           | 11      | 0             | 12    |
| 21  | 27 | James Hinchcliffe   | Andretti Autosport               | Chevrolet | 38   | Contatto           | 13      | 0             | 12    |
| 22  | 18 | Justin Wilson       | Dale Coyne Racing                | Honda     | 28   | Problema meccanico | 10      | 0             | 12    |
| 23  | 19 | James Jakes         | Dale Coyne Racing                | Honda     | 26   | Problema meccanico | 23      | 0             | 12    |
| 24  | 7  | Sébastien Bourdais  | Dragon Racing                    | Chevrolet | 24   | Problema meccanico | 9       | 0             | 12    |
| 25  | 8  | Rubens Barrichello  | KV Racing Technology             | Chevrolet | 11   | Problema meccanico | 24      | 0             | 10    |